# Simpson County (Kentucky)
Simpson County is een county in de Amerikaanse staat Kentucky.
De county heeft een landoppervlakte van 612 km² en telt 16.405 inwoners (volkstelling 2000). De hoofdplaats is Franklin.